# نيوبورت
نيوبورت أو كاسنويذ (بالإنجليزية: Newport)‏ (بالويلزية: Casnewydd) مدينة كبرى في ويلز غرب بريطانيا، وهي ثالث مدن ويلز سكانا، يبلغ عدد سكانها نحو 140,000 نسمة.
تقع على الطريق السريع 4 الرابط إلى لندن.

## توأمة
لنيوبورت اتفاقيات توأمة مع كل من:
- كوتايسي
- أنابولس
- قوانغشي
- هايدنهايم

## أعلام
- نيك وايتهيد
- غاري هوكينغ
- كين جونز
- إليزابيث ديفيز
- مايكل شين
- بيتر جريناواي